# Decapterus macrosoma
Decapterus macrosoma is een straalvinnige vissensoort uit de familie van horsmakrelen (Carangidae). De wetenschappelijke naam van de soort is voor het eerst geldig gepubliceerd in 1851 door Bleeker.

## Morfologie
Het kan een totale lengte bereiken van 35 cm.

## Geografische distributie
Het wordt gevonden van de kusten van Oost-Afrika tot Maleisië, Indonesië en de Arafurazee. Ook van de Golf van Californië tot Peru, inclusief de Galapagoseilanden.